# Céret

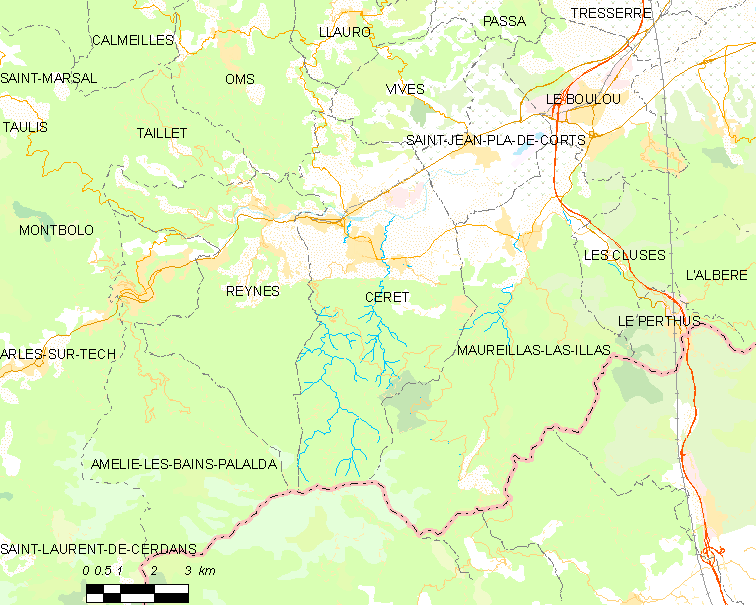
Geografische Lage von Céret

Céret (auf Katalanisch Ceret) ist eine südfranzösische Kleinstadt mit 7544 Einwohnern (Stand 1. Januar 2022), gelegen am Rande der letzten, hügeligen Ausläufer des Pic du Canigou im Département Pyrénées-Orientales der Region Okzitanien etwa 35 Kilometer südwestlich von Perpignan und rund 180 Kilometer nördlich von Barcelona. Die Stadt liegt im Tal des Flusses Tech.
Der Name Céret wird von Ceres hergeleitet, der römischen Göttin des Ackerbaus. Die Einwohner nennen sich les Cérétans. Ebenfalls von Ceres abgeleitet ist der Nationaltanz der Katalanen, die Sardana, der in früheren Zeiten auch als La Ceretane bezeichnet wurde.
In Céret befindet sich die mittelalterliche Teufelsbrücke, die im 14. Jahrhundert mit einer Bogenspannweite von 45,45 m  die größte Brücke der Welt war.
Landesweit berühmt ist Céret in Frankreich für sein Kunstmuseum und für seine Kirschen. Dank seiner klimatisch vorteilhaften Lage am Rande der Küstenebene des Roussillon herrscht hier im Frühjahr ein besonders mildes Mikroklima, sodass in der Umgebung von Céret die Kirschen früher reif werden als andernorts in Frankreich. Die Bauern nutzen diesen Vorteil für eine geschickte PR-Strategie: Das erste Körbchen erhält traditionell der französische Staatspräsident. Wegen der hohen Lohnkosten roden aber immer mehr Bauern ihre Kirschbäume und legen stattdessen Pfirsich-Plantagen an. Ein Teil der landwirtschaftlichen Flächen dient dem Weinbau. Die Weinberge liegen innerhalb der geschützten Herkunftsbezeichnungen Rivesaltes, Muscat de Rivesaltes und Côtes du Roussillon.

## Kultur und Sehenswürdigkeiten

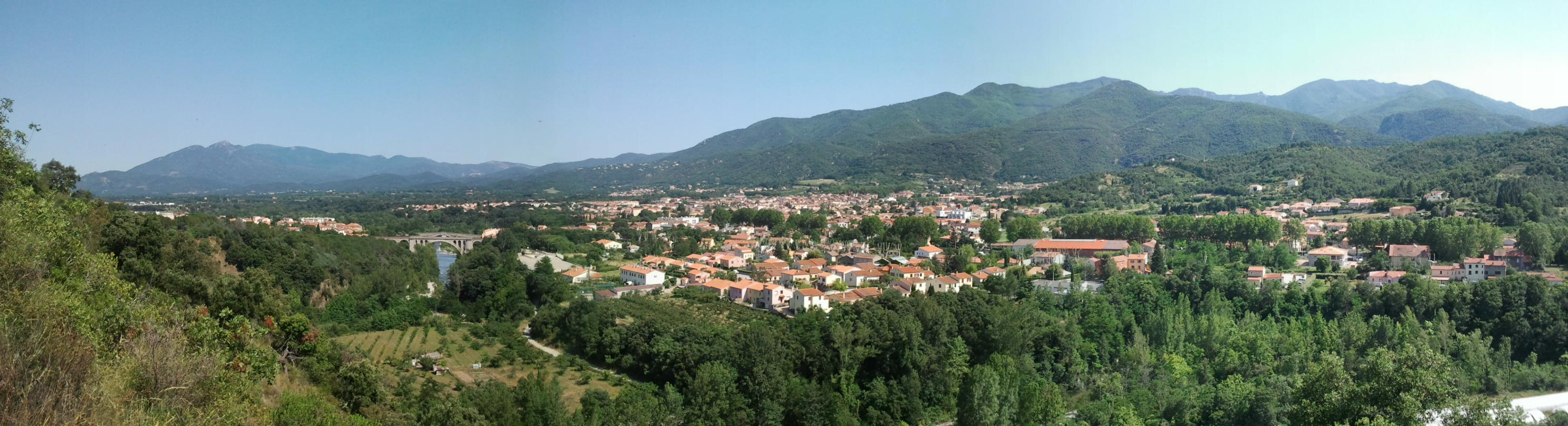
Blick auf Céret

### Stadtbild
Das Stadtbild der Altstadt von Céret im Umkreis der Kirche Saint Pierre und der kümmerlichen Reste der einstigen Stadtmauer, zwischen der Place de la République und der Place de la Liberté, ist einzigartig in der gesamten Region: Die Boulevards zwischen den hohen Bürgerhäusern werden von gewaltigen Platanen beschattet, und entlang der Bordsteine der zentralen heutigen Haupteinkaufsstraße und vieler Seitenstraßen rinnt Wasser. Wie in alten Zeiten wird es über diverse Kanäle aus höheren Lagen in die Stadt geleitet und dient so noch immer auch ein wenig der Straßenreinigung. Bedeutender ist aber seine kühlende Wirkung im Hochsommer. Catherine Millet beschrieb in ihrem Skandalbuch Das sexuelle Leben der Catherine M. Céret als „eine Stadt von Eleganz“.
Die besondere Atmosphäre des Städtchens war es auch, die es ab dem Winter 1909 zu einem besonderen touristischen Anziehungspunkt werden ließ. Damals machten drei Künstler auf dem Weg nach Banyuls, wo sie Aristide Maillol besuchen wollten, in Céret Station: der katalanische Bildhauer Manolo Martínez Hugué, der Maler Frank Burty Haviland und der Komponist Déodat de Séverac. Der eisige, stürmische Tramontane hinderte sie aber an der Weiterreise, und so hatten sie Zeit, in Briefen an ihre Bekannten und Kollegen von der Schönheit Cérets zu berichten. Dies hatte zur Folge, dass so gut wie alle bekannten Künstler des französischen und spanischen Kubismus den Ort besuchten und so auch dazu beitrugen, Collioure zu einer Künstlerkolonie werden zu lassen. Noch heute schmückt sich Céret damit, seinerzeit als „Mekka des Kubismus“ gegolten zu haben, und einen Nachhall dieser Epoche kann erspüren, wer den noch immer bestehenden, früheren Künstlertreffpunkt besucht: das Grand Café.

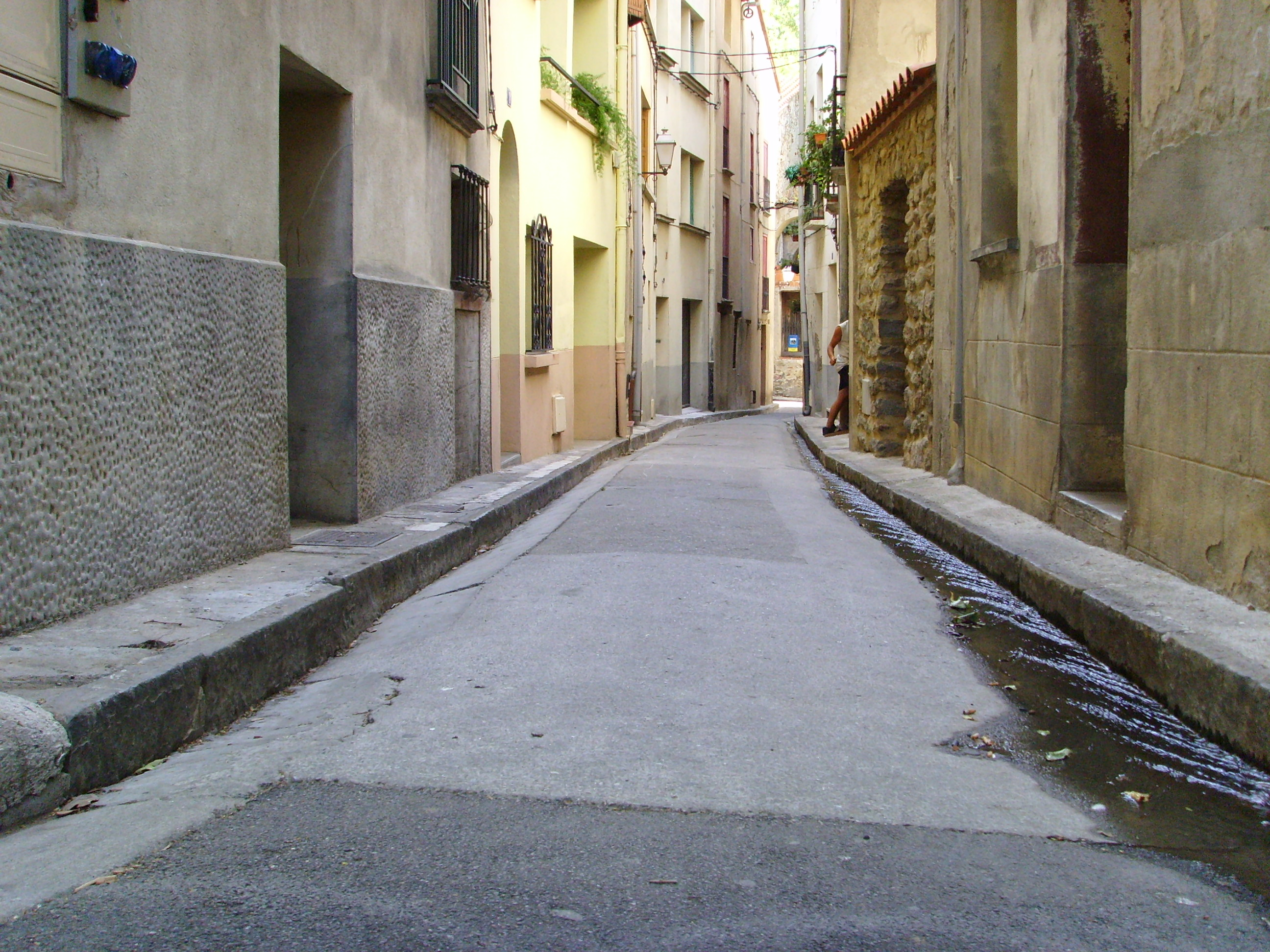
Wasser kühlt viele Seitenstraßen
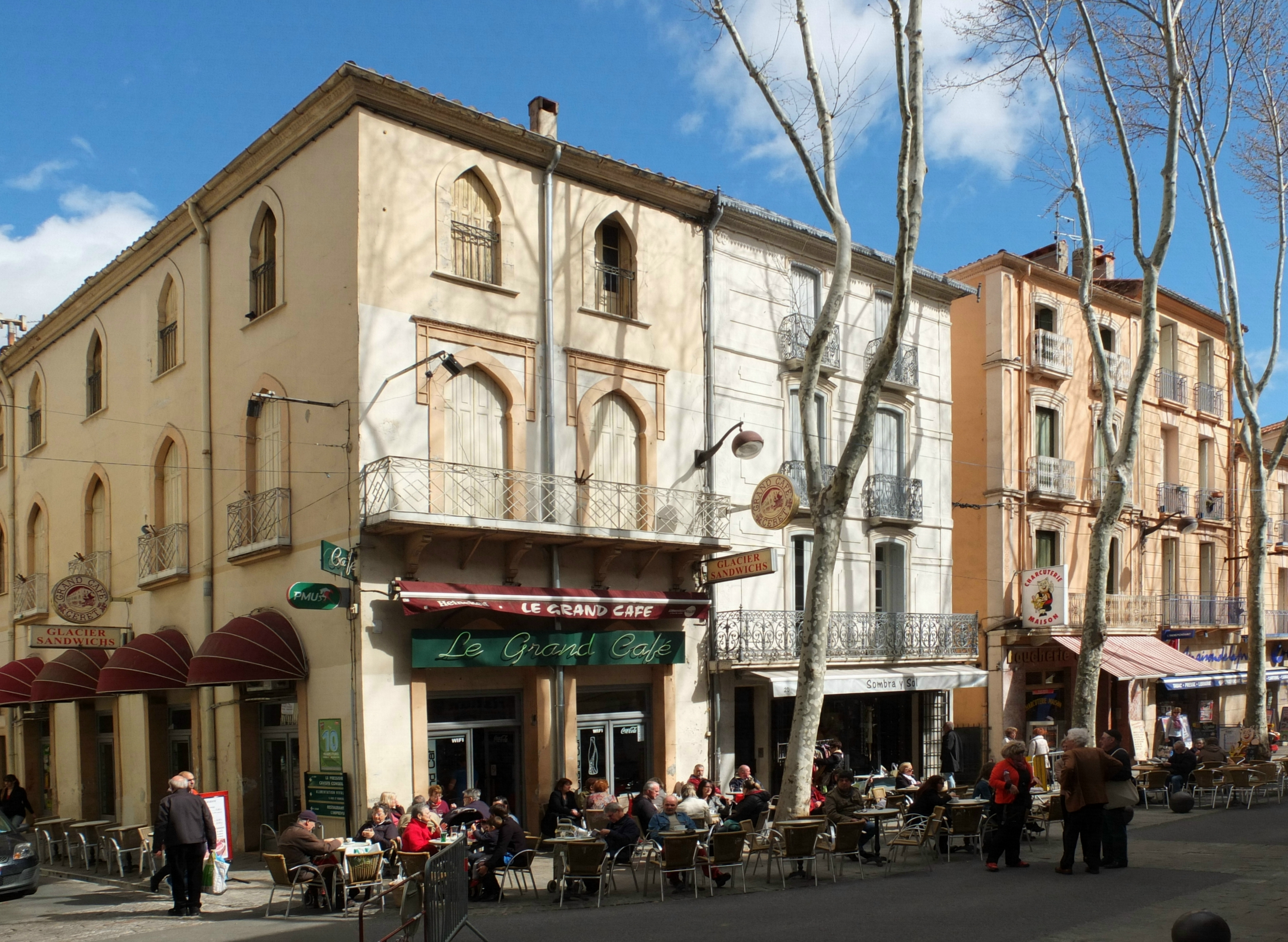
Das Grand Café
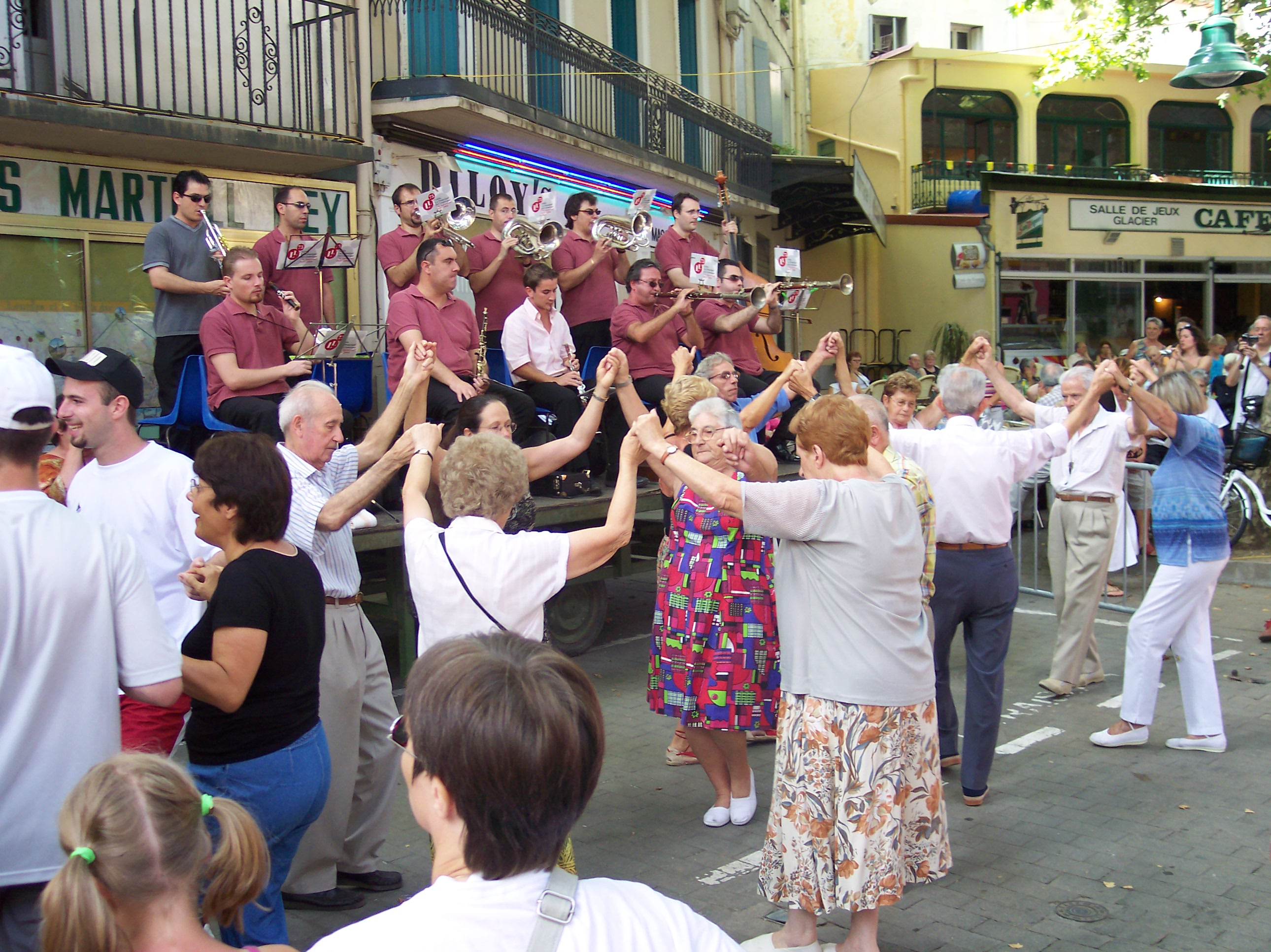
Sardane auf der Straße
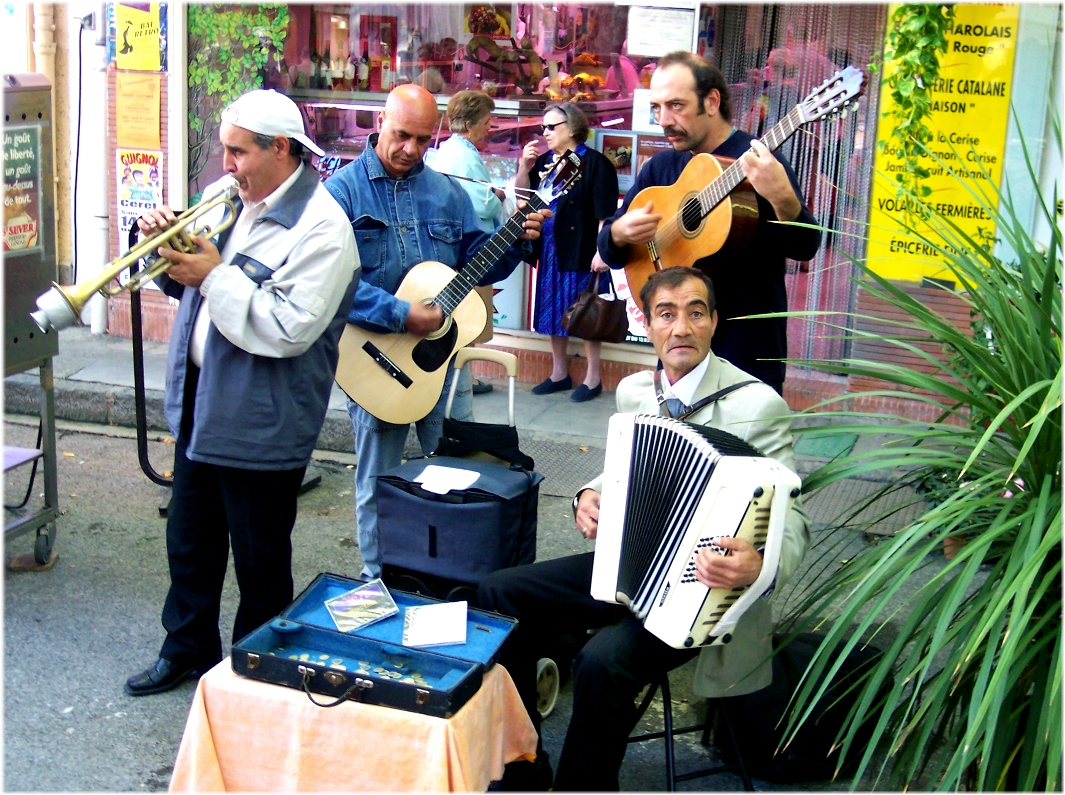
Musiker auf dem Wochenmarkt
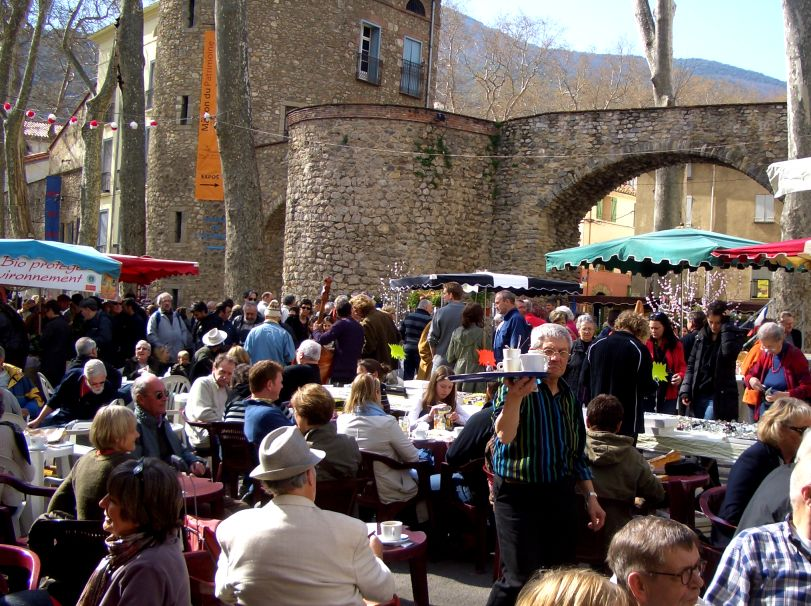
Café Pablo samstags am Markt
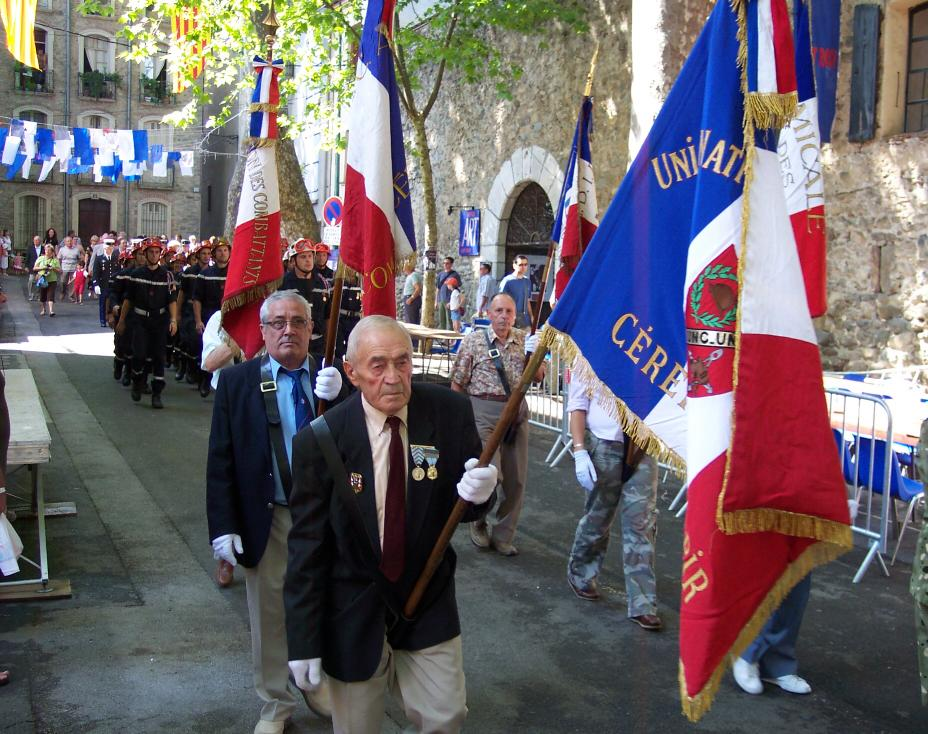
Parade zum Nationalfeiertag

### Museum für moderne Kunst

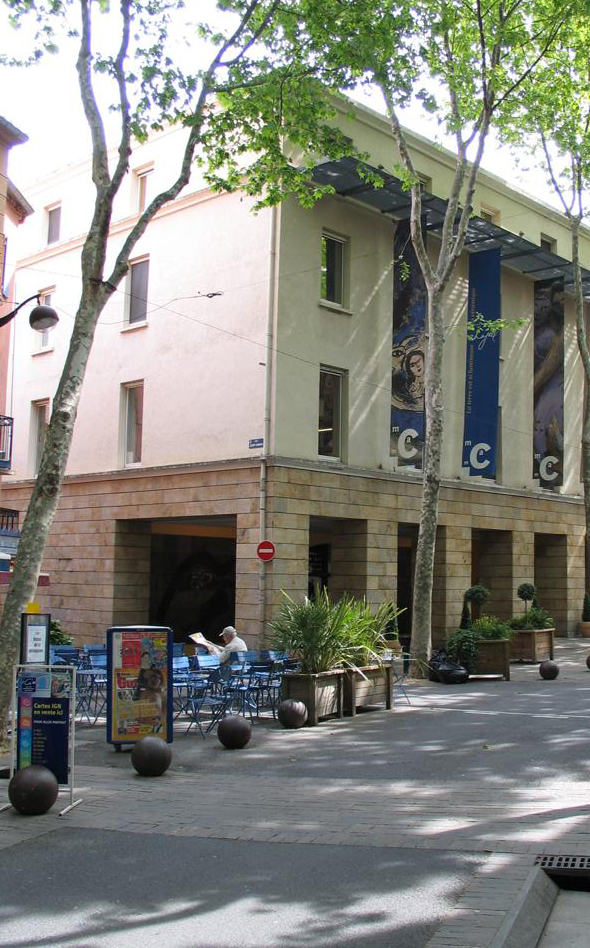
Musée d’art moderne de Céret

Das Musée d’Art moderne (Museum für moderne Kunst) besitzt eine Sammlung von rund 700 Arbeiten moderner Künstler. Dazu gehören mehr als 50 Werke von Pablo Picasso, mehr als ein Dutzend Zeichnungen von Henri Matisse, ein großformatiges Gemälde von Marc Chagall sowie diverse Arbeiten von Joan Miró, Jean Cocteau, Raoul Dufy, Juan Gris, Aristide Maillol, Chaim Soutine, André Masson, Manolo Martínez Hugué, Auguste Herbin sowie von Joan Brossa, Pinchus Kremegne, Jean-Louis Vila und anderen. Zu den bekannten Werken der Sammlung gehören Chagalls Gouache Die Kuh unter dem Regenschirm, die 28 rot-braun-gelben Tonschalen von Picasso mit Stierkampf-Szenen sowie eine gleichfalls von Picasso stammende Zeichnung, La Sardane à la Colombe. Zu verdanken hat Céret diese Sammlung den Malern Frank Burty Haviland und Pierre Brune, der seit 1916 im Ort lebte, ein Museum ins Leben rufen wollte und seine in der Region künstlerisch tätigen Freunde zu Spenden aufrief. In jüngerer Zeit wurde der Bestand der Dauerausstellung ständig durch den Ankauf von Werken zeitgenössischer Künstler ergänzt. Ab 1950 war die stetig wachsende Sammlung im ehemaligen Gefängnis zu sehen, seit 1993 ist sie in einem Neubau untergebracht.

### Weitere Sehenswürdigkeiten

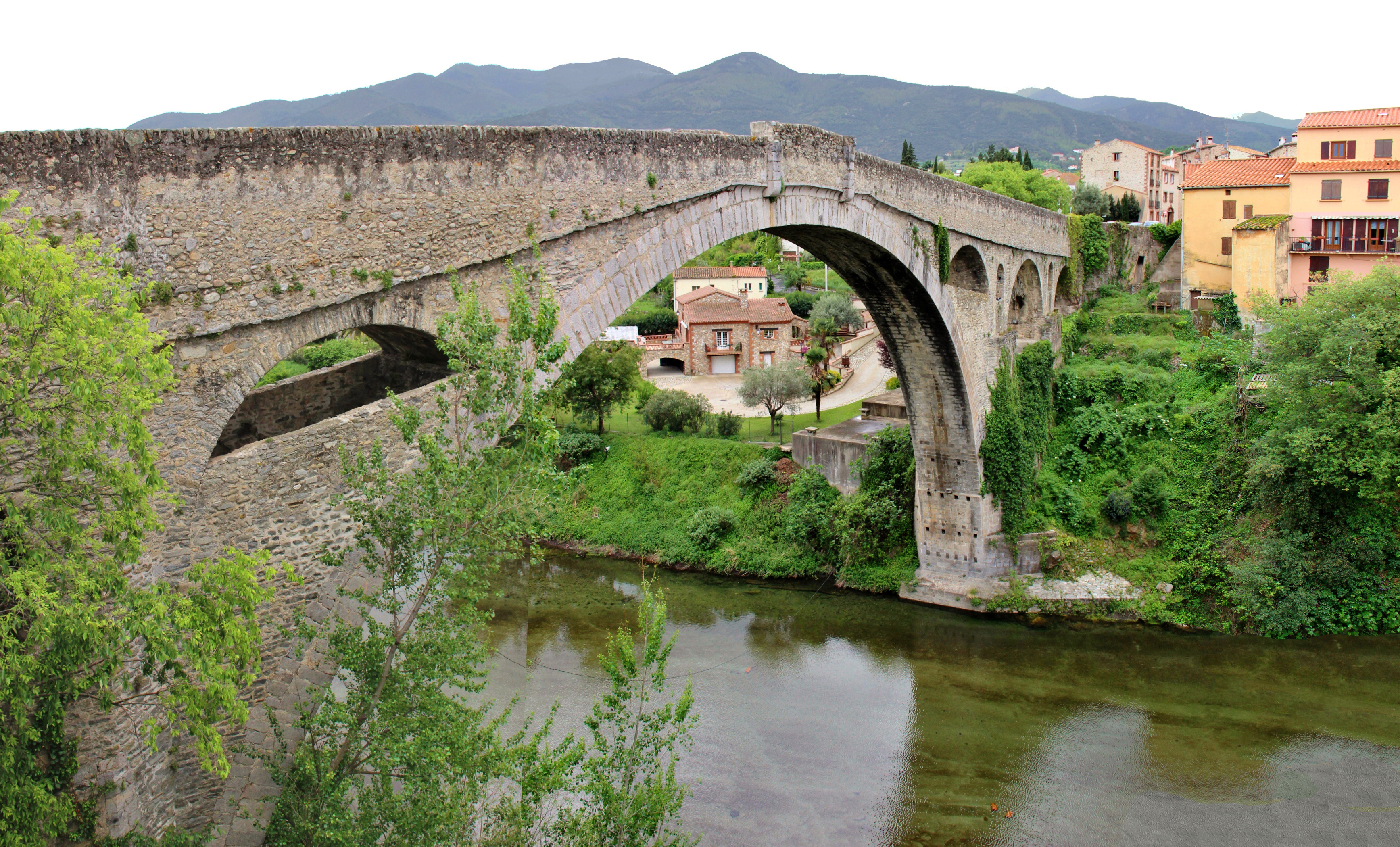
Le Pont du Diable, erbaut 1321–1341

Wer sich von der Autobahn Perpignan–Barcelona her über die Straße D115 Céret nähert, wird kurz hinter dem heutigen Ortseingang überrascht einen Blick nach links und rechts werfen: Selbst über eine moderne Straßenbrücke den Fluss Tech überquerend, entdeckt man links eine genau gleich hoch, schmal und fragil erscheinende Bogenbrücke aus Steinquadern und rechts eine gleichfalls nicht mehr taufrisch anmutende, schmale Bogenbrücke der Eisenbahn. Die steinerne Brücke stammt aus dem frühen 14. Jahrhundert und wird Le Pont du Diable genannt (‚Teufelsbrücke‘), ihr einziger Bogen ist 45 Meter weit, und an der höchsten Stelle ragt sie 22 Meter über den Fluss.
Von der mittelalterlichen Stadtmauer sind nur wenige, schon in früheren Zeiten wiederholt restaurierte Stücke vorhanden, jedoch zwei ehemalige Stadttore: La Porte d’Espagne und La Porte de France, beide aus dem 13. Jahrhundert. La Porte de France war die Hauptpforte zur Stadt, die Porte d’Espagne  an der Place Picasso ist heute Sitz eines Museums für Archäologie.
Eine weitere Besonderheit sind von Mitte Juli bis Mitte August kostenlose, öffentliche Auftritte einer Cobla auf einem der Boulevards. Dieses traditionelle, katalanische Sardana-Tanzorchester lockt jeweils mittwochs nach 21 Uhr zahlreiche Einwohner zum Reigentanz herbei und eine bescheidene Anzahl Touristen zum Zuschauen. Die Sardane ist in Céret noch ein echter Volkstanz für alle Altersgruppen, bei dem sich siebzigjährige Frauen, dreißigjährige Männer und zehnjährige Kinder die Hand reichen.
Das Kriegerdenkmal auf dem Place de la Liberté wurde von dem bekannten Bildhauer Aristide Maillol (1861–1944) geschaffen.

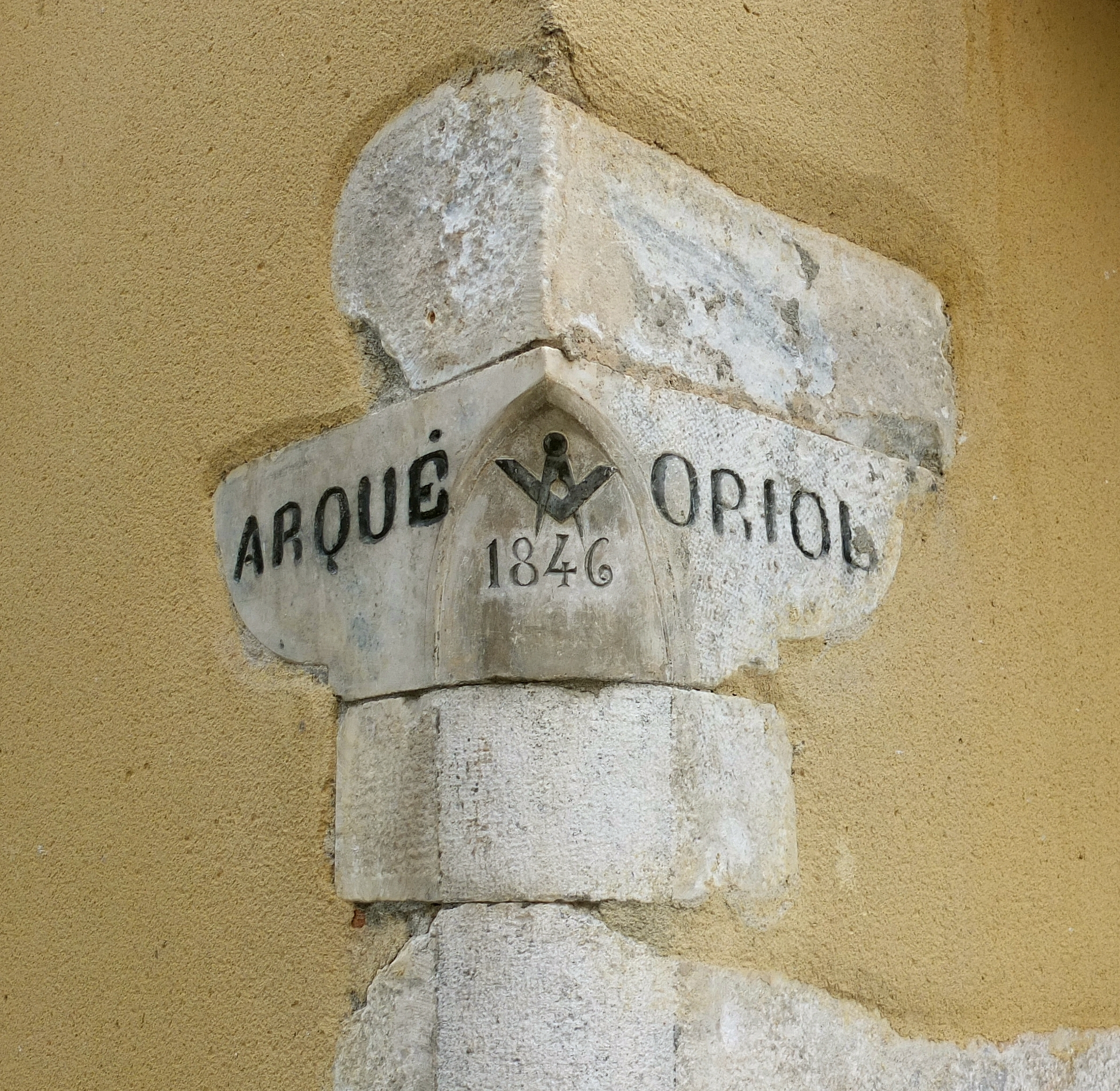
Straßenecke 1846
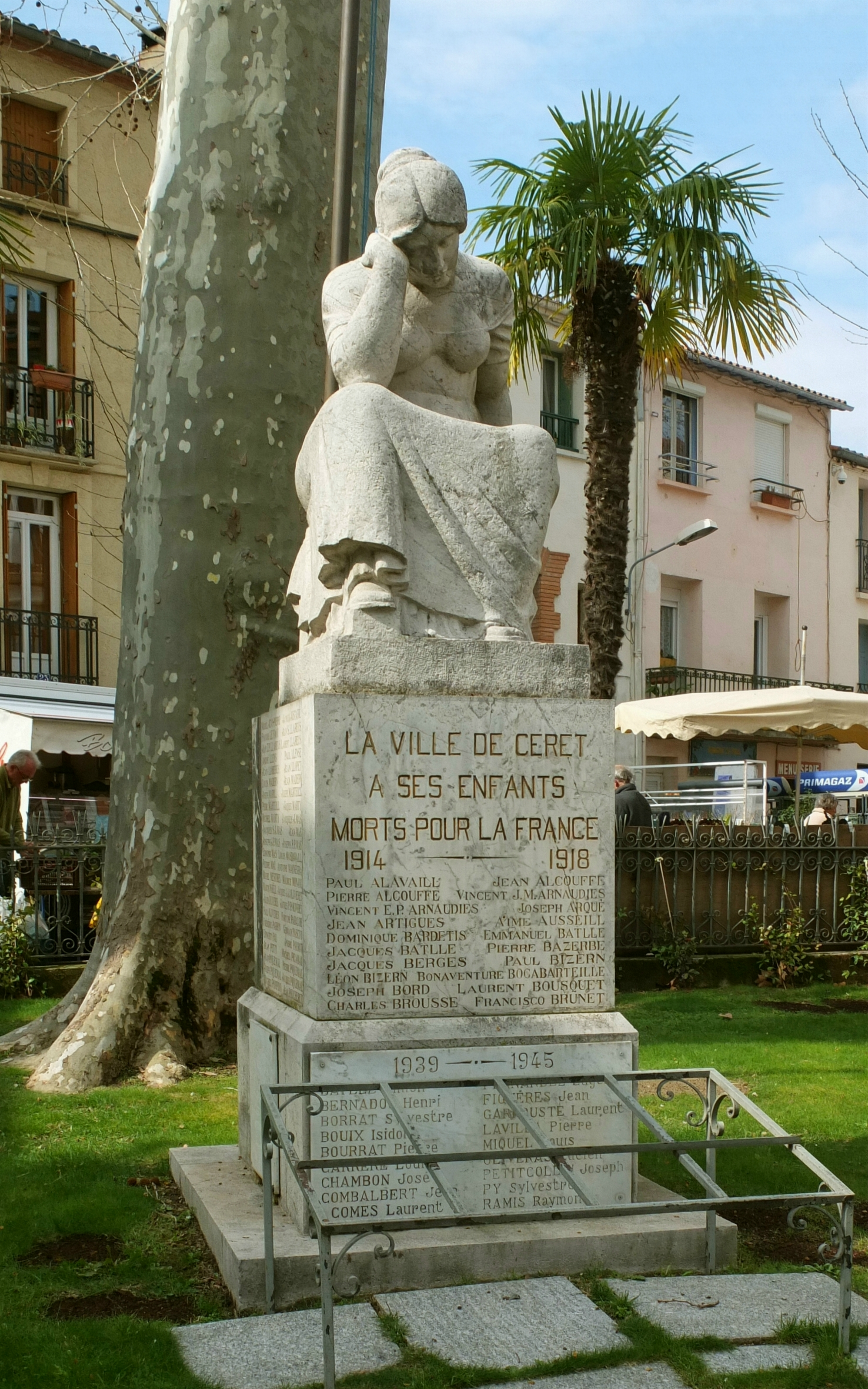
Kriegerdenkmal von Aristide Maillol
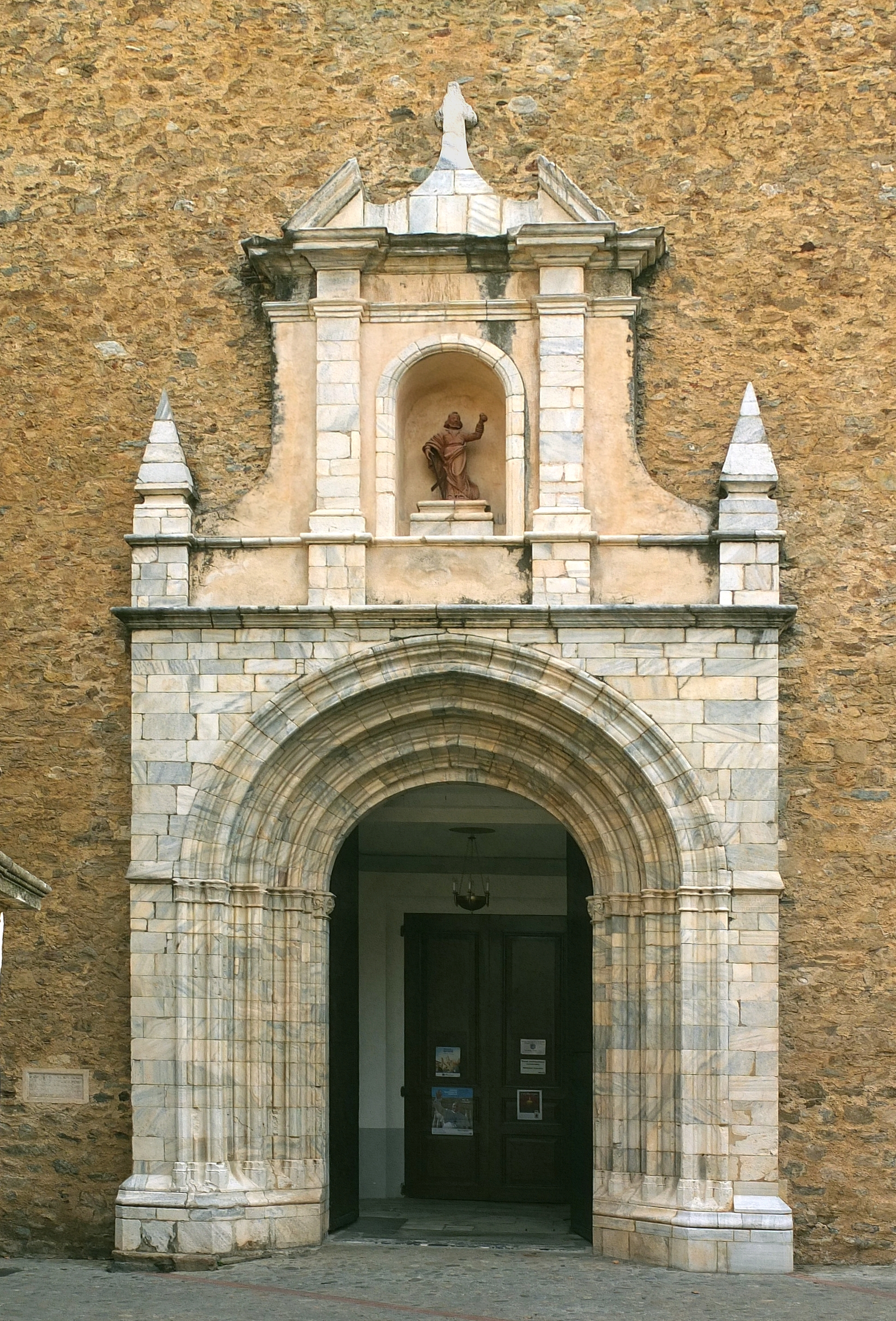
Portal der Église Saint-Pierre
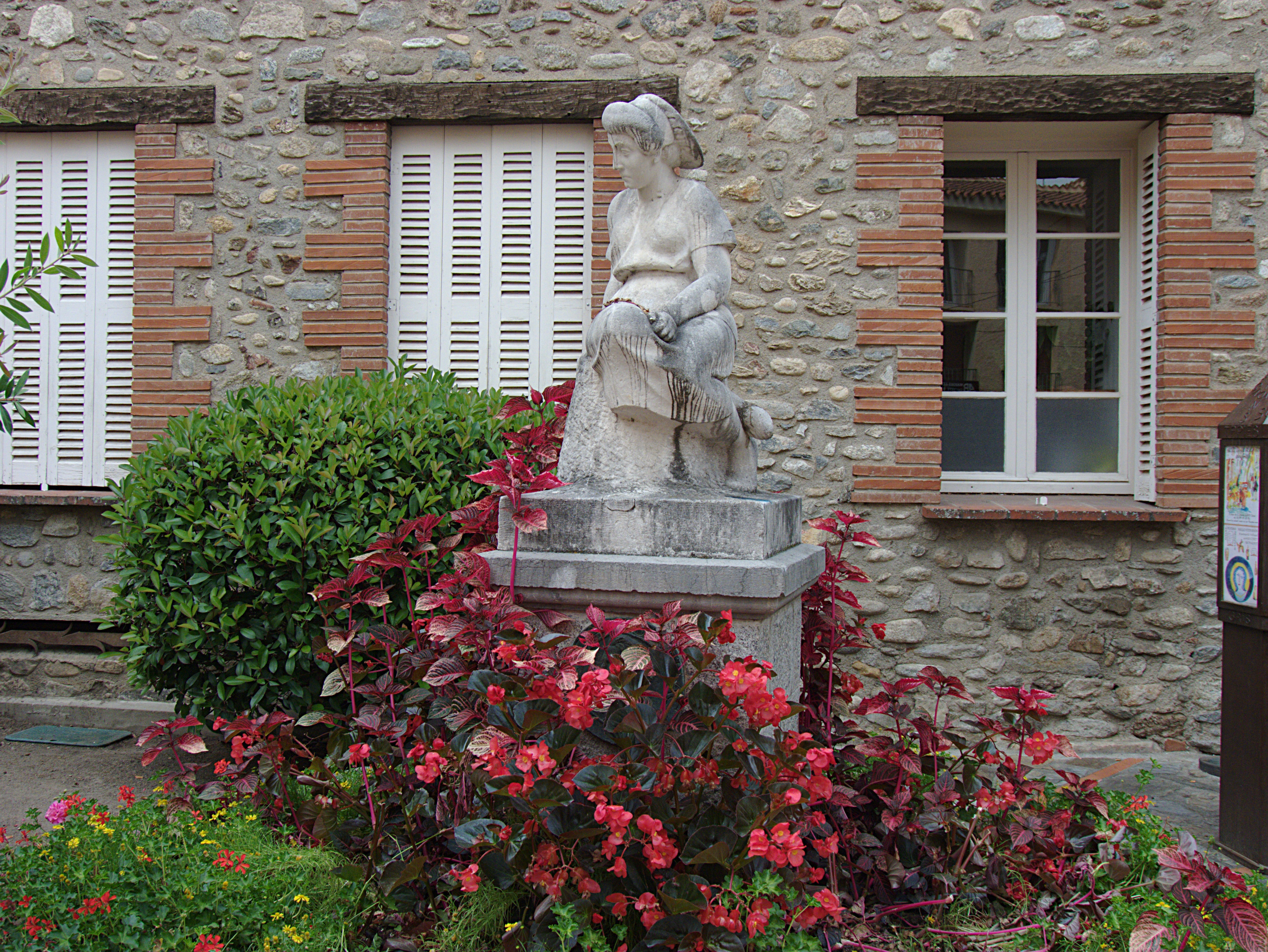
Manolo Hugué: Skulptur von Magali de Severac
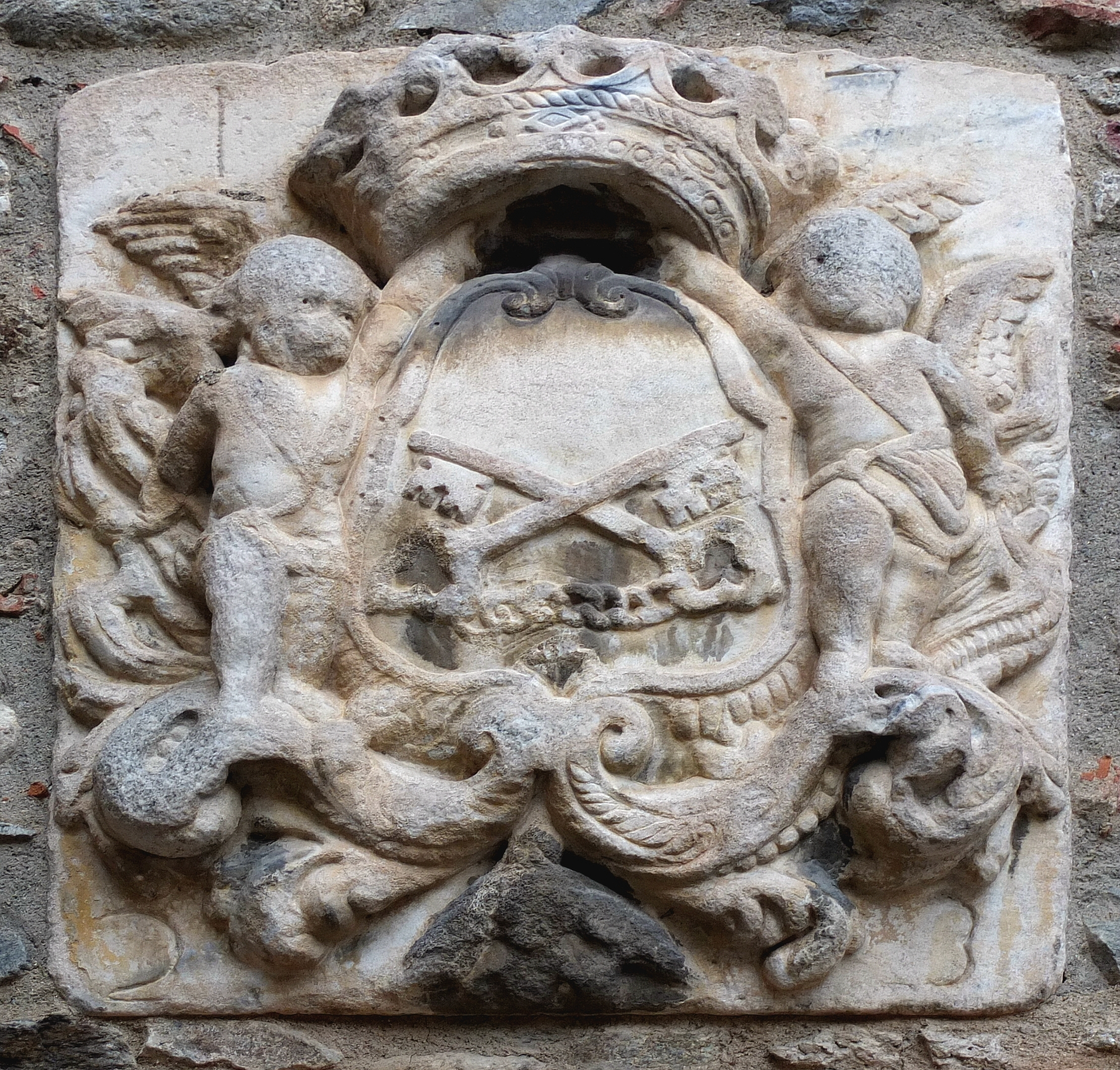
Stadtwappen von 1723
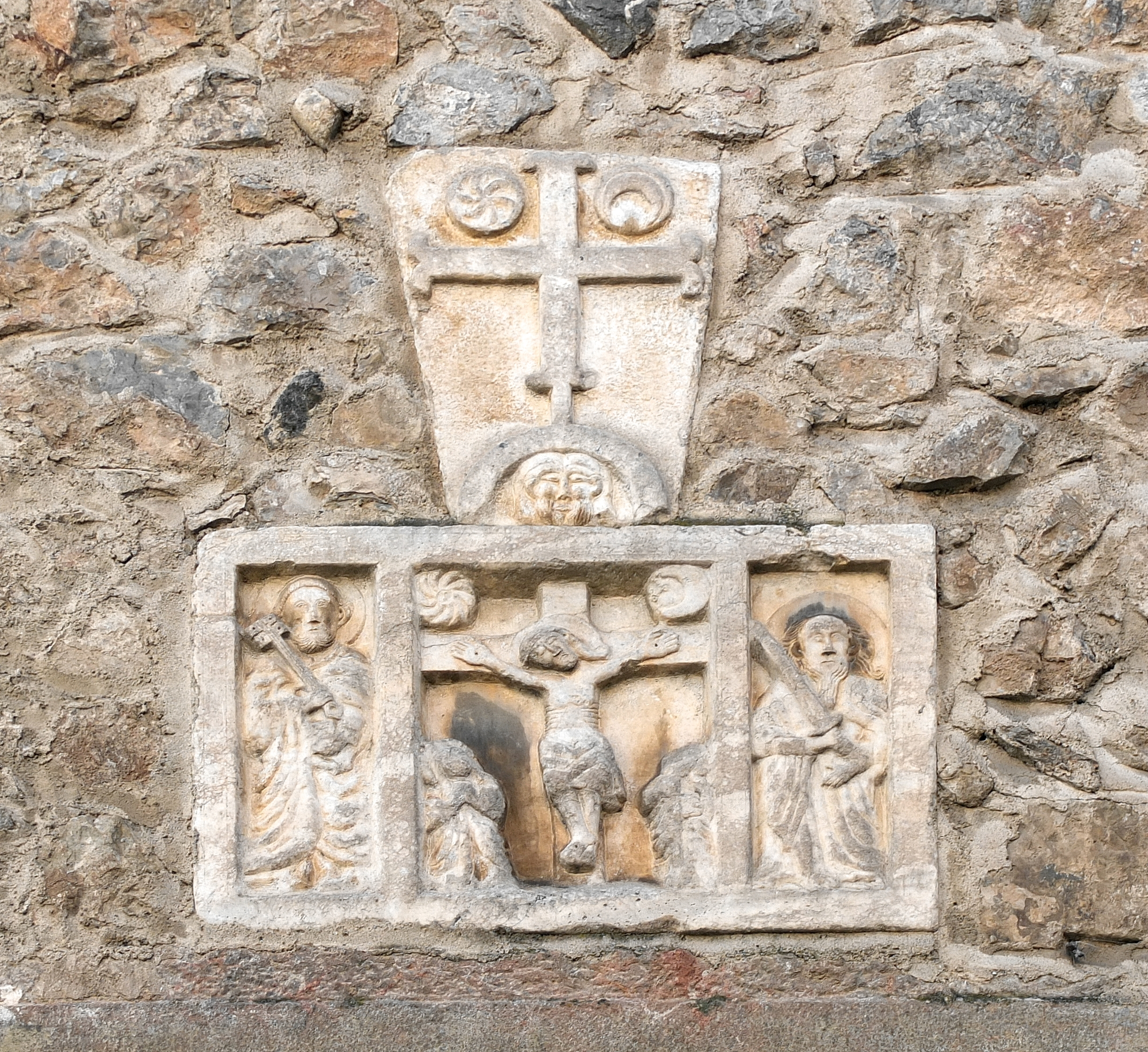
Marmorrelief (14. Jh.) am ehemaligen Hôpital Saint-Pierre
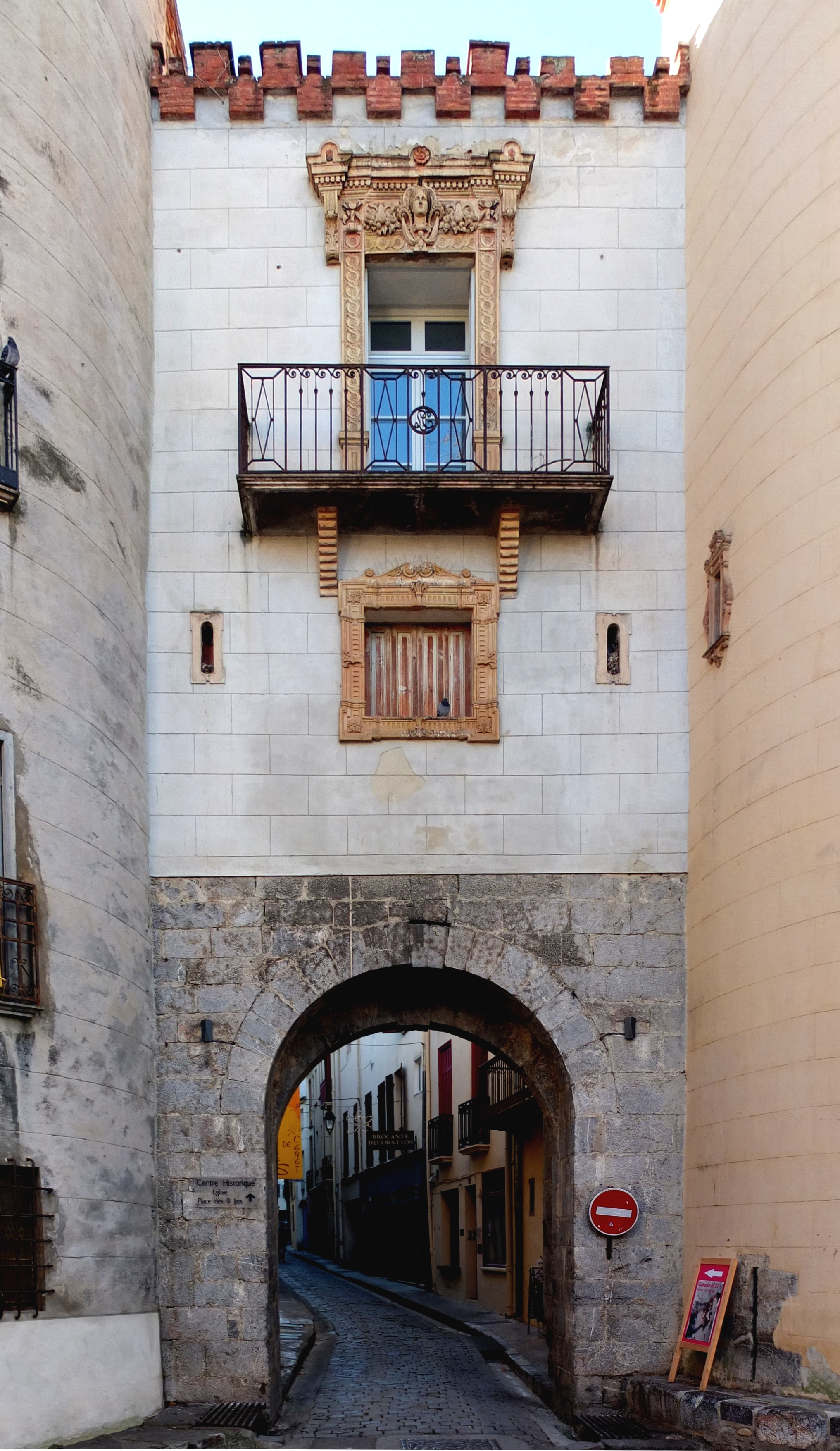
Portal de France

## Städtepartnerschaften
Céret ist seit 1983 Partnerstadt von Lüchow (Wendland) in Niedersachsen. Weitere Partnerschaften bestehen mit den Gemeinden Almonte und Banyoles in Spanien.

## In Céret geboren
- Henri Guiter (1909–1994), Romanist und Katalanist
- Georges Badin (1927–2014), Dichter und Maler
- Martin Fourcade (* 1988), Biathlet
- Philippe Lau (* 1986), Skisportler